# 敦康親王
敦康親王（あつやすしんのう）は平安時代中期の皇族。一条天皇の第一皇子。母は皇后（中宮）・藤原定子。一品准三宮。

## 生涯
中宮大進・平生昌邸にて長保元年（999年）に出生。后腹の第一皇子だが、母を立后させた祖父の関白藤原道隆は既に亡く、また母の兄弟である藤原伊周・隆家は4年前の長徳の変で失脚。敦康の後ろ盾となるべき母の実家（中関白家）は既に没落して力を失っていた。
さらに、母である定子は出家したと見なされた後に敦康を身籠っており、藤原実資の日記『小右記』には「中宮が男子を産んだ。世に『横川（）の皮仙（）』と云う。」と記された。これは「出家らしからぬ出家」という意味で、落飾しながら子を儲けた中宮に対する陰口である。一方で同じ日の藤原彰子の女御宣旨については『小右記』に詳しく記されていることから、出家した身である定子の出産が、当時の貴族の支持をいかに得ていなかったかが分かる。
誕生翌年の長保2年（1000年）4月18日に親王宣下を受けたが、同年末に2歳で母后定子を失った。その後、母后の末妹である御匣殿（）が母代として宮中で敦康親王とその姉妹の脩子・媄子両内親王を養育した。しかし御匣殿が一条天皇の寵を受けるようになったため、内覧である藤原道長への政治的配慮により、長保3年（1001年）8月に道長の13歳の娘である中宮の彰子に養育が託され、他の姉妹と離れて彰子の局である飛香舎に移された。同年11月13日、同所にて着袴。同年、天皇側近の藤原行成が親王家の勅別当に任命された。
彰子は敦康親王を愛情を込めて育て、彰子の母・倫子も養育にかかわった。しかし、道長の敦康親王への手厚い後見は政治的な事情が大きかった。かつて親王の外舅伊周・隆家兄弟の失脚に乗じ、敦康の生母定子にも非礼を働いていた道長にとって、敦康親王は彰子に皇子誕生がなかった場合の保険に過ぎなかった。寛弘5年（1008年）9月に彰子に第二皇子の敦成親王（後の後一条天皇）が生まれると、道長は敦康親王への奉仕を放棄し、ひたすら敦成親王の立太子・即位を望むようになる。
寛弘7年（1010年）1月29日、伯父の伊周が薨去。同年7月17日、敦康親王は道長の加冠により元服し、三品大宰帥に任ぜられた。翌寛弘8年（1011年）6月2日、一品に叙せられ三宮に准ぜられた。これに先立ち、5月27日、譲位を考えていた一条天皇は敦康親王の立太子の可否を親王家別当の藤原行成に諮ったが、道長の意を汲んだ行成は以下の理由と共に、彰子が産んだ4歳の異母弟である敦成親王の立太子を進言した。
- 第一に、皇統を嗣ぐのは、皇子が正嫡であるか否かや天皇の寵愛に基づくのではなく、外戚が朝廷の重臣かどうかによるものであり、今、道長が「重臣外戚」であるので、「外孫第二皇子（敦成）」を皇太子とすべきである。
- 第二に、皇位というものは神の思し召しによるものであって、人間の力の及ぶところではない[注釈 6]。
- 第三に、母后定子の外戚である高階氏は「斎宮の事」の後胤であるから、その血を引く敦康親王が天皇になれば神の恐れがあり、大神宮に祈り謝らなければならない[注釈 7]。
- 第四に、帝に敦康親王を憐れむ気持ちがあるのならば、年官、年爵や年給の受領を賜い、家令でも置けばよろしかろう。

このため、敦康親王叙一品の10日後、皇太子に立てられたのは敦成親王であった。中宮彰子は天皇と父道長を怨んだという。他にも、後一条天皇の即位に際してと、敦明親王が自発的退位で皇太子が空位となった時、それぞれに立太子の可能性があったが、いずれも果たされなかった。
長和年間の敦康親王は、自邸で作文会・歌合・法華八講を催し、大井河に遊覧するなど、風雅の道に生きた。長和2年（1013年）12月10日、中務卿具平親王の次女を娶る。長和5年（1016年）1月29日、式部卿に転じた。寛仁2年（1018年）12月17日、にわかに発病し、出家の後、薨去。享年20。
親王は道長の嫡男である摂政頼通と親しく、相婿となり家を共にしていた。薨去後、親王妃は出家し、残された一女嫄子女王は頼通・隆姫女王夫婦に引き取られ、のちに後朱雀天皇に入内した。

## 人物
敦康親王は『大鏡』に「御才（）いとかしこう、御心ばへもいとめでたうぞおはしましし」と記され、その才華・人品は当時の公卿日記にも詳しい。父もこの親王を愛しむ心深かったが、道長の意向を憚り立太子は実現しなかった。后腹の第一皇子が立太子できなかったのは異例のことで、世人は親王に多大な同情を寄せたという。

## 関連作品
- 『光る君へ』（2024年NHK大河ドラマ、演：高橋誠[9] →池田旭陽[10]→渡邉櫂[11]→片岡千之助）